# Adrano

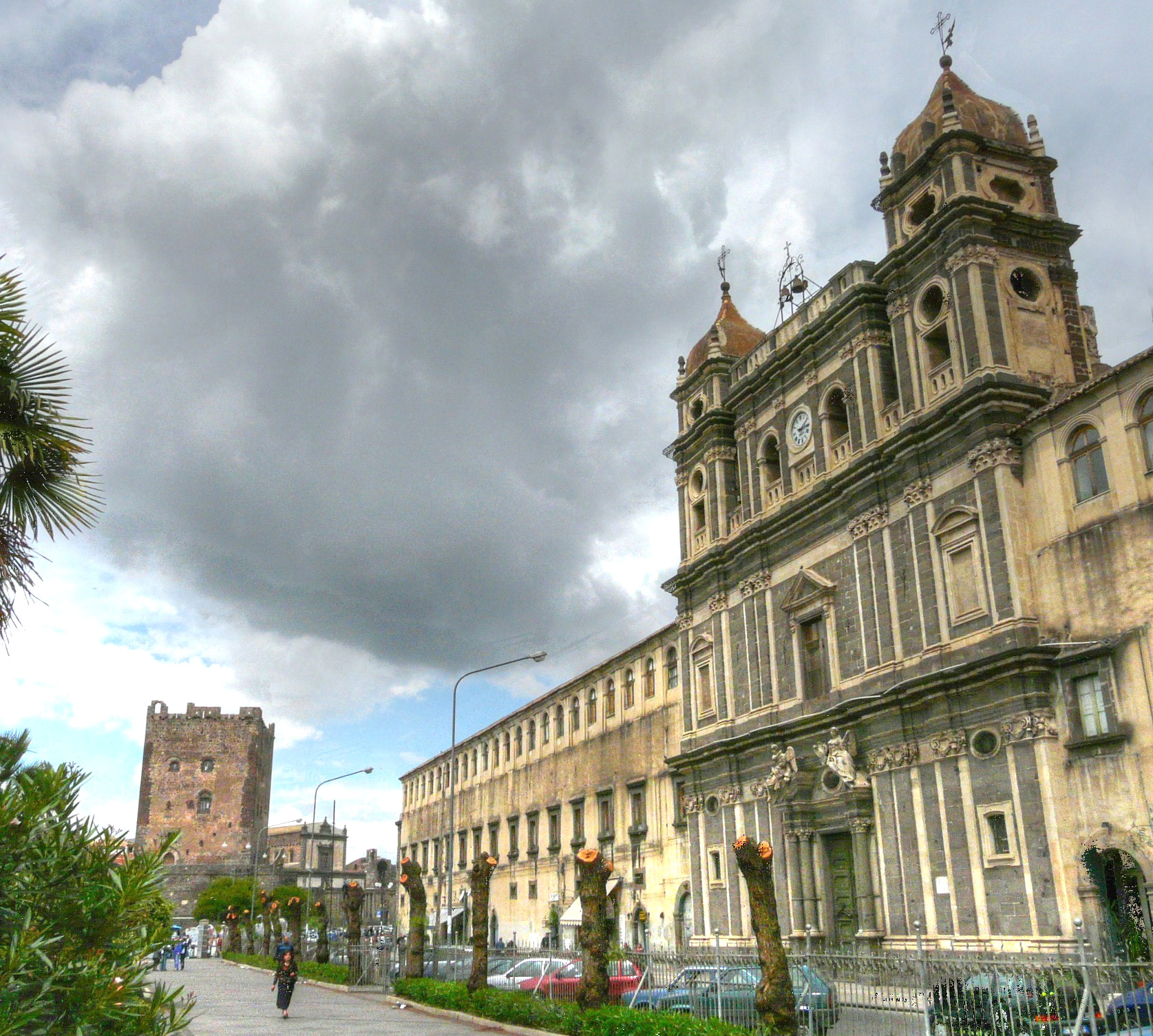
Monasterio de Santa Lucía

Adrano (en siciliano, Dirnò o Atranu ) es un municipio italiano situado en la ciudad metropolitana de Catania, en Sicilia. Tiene una población estimada, a fines de mayo de 2023, de 33 771 habitantes.
Su superficie es de 83.22 km². Su densidad es de 406 hab/km². Las localidades limítrofes son Belpasso, Biancavilla, Bronte, Castiglione di Sicilia, Centuripe, Maletto, Randazzo, Sant'Alfio y Zafferana Etnea.
El 16 de diciembre de 2019, mediante decreto firmado por el presidente Sergio Mattarella, se le reconoció a Adrano el título de ciudad, por su importancia histórica, artística, cívica o demográfica.

## Historia

Ubicación de varias ciudades de la Sicilia arcaica, con Adrano en el este.

Adrano fue primitivamente una colonia de Siracusa fundada hacia el año 400 a. C. por Dionisio de Siracusa. Su nombre, Adranon, deriva del hecho de que en su territorio se ubicaba el santuario de una divinidad de los sículos llamada Adrano.
En el año 344 a. C. fue escenario de una batalla entre los ejércitos de Hicetas de Leontinos y Timoleón de Corinto, que había venido desde Tauromenio. Los adranitas, que al principio estaban divididos entre los partidarios de Hicetas y los de Timoléon, finalmente abrieron sus puertas y apoyaron al ejército de Timoleón, que resultó vencedor. En el santuario de Adrano, cuando se iba a celebrar un sacrificio a la divinidad, Timoleón fue objeto de un atentado por parte de dos extranjeros a los que había sobornado Hicetas, del que salió ileso.
Fue asediada y tomada por los romanos en el año 263 a. C.

## Evolución demográfica
| Gráfica de evolución demográfica de Adrano entre 1861 y 2023 |
|                                                              |
| Fuente: ISTAT - Elaboración gráfica de Wikipedia             |